# Berles-au-Bois Churchyard Extension
Berles-au-Bois Churchyard Extension is een begraafplaats gelegen in de Franse plaats Berles-au-Bois (Pas-de-Calais). De militaire graven worden onderhouden door de Commonwealth War Graves Commission.
De begraafplaats telt 144 geïdentificeerde Gemenebest graven uit de Eerste Wereldoorlog. 53 Foreign National graves; 45 WW1 and 8 WW2.